# Géographie de Saint-Christophe-et-Niévès
Saint-Christophe-et-Niévès est un état insulaire situé dans la mer des Caraïbes à environ un tiers de la distance séparant Porto Rico de Trinité-et-Tobago, et composé des îles Saint-Christophe (Saint Kitts) et Niévès (Nevis).

## Présentation
Superficie :

totale :
261 km2 (Saint Kitts 168 km2 ; Nevis 93 km2)

terres :
261 km2

eaux:
0 km2
Revendications maritimes :

plateau continental :
200 milles marins ou à la lisière de la marge continentale

eaux territoriales:
12 milles marins

zone contigüe :
24 milles marins

zone économique exclusive:
200 milles marins
Climat :
Tropical tempéré par la brise constante; peu de variations saisonnières de température; saison des pluies (de mai à novembre)
Terrain :
Montagneuse volcanique
Ressources naturelles :
Terres arables
Utilisation du sol :

terres arables : 22 %

cultures permanentes : 17 %

pâturages permanents: 3 %

forêts et les terres boisées : 17 %

autres : 41 %
Risques naturels :
Ouragans (juillet à octobre)
Environnement - accords internationaux :

partie à :
Biodiversité, Convention-cadre des Nations unies sur les changements climatiques, Désertification, Espèce menacée, déchets dangereux, Convention des Nations unies sur le droit de la mer, Protocole de Montréal, en:Ship Pollution, Chasse à la baleine

signé, mais pas ratifié :Aucun des accords sélectionnés